# Anfilóquio de Sida
Anfilóquio de Sida foi um bispo da cidade de Sida, na Panfília, na primeira metade do século V e que participou do concílio de Éfeso (431-432), onde ele se opôs vigorosamente aos euquitas e apoiou a condenação e deposição de Nestório, então Patriarca de Constantinopla.
Ele não parece ter sido tão firme nos anos finais de sua vida. Ainda que ele não tenha participado do Latrocínio de Éfeso (449), ele demonstrou grande simpatia por Dióscoro de Alexandria no Concílio de Calcedônia, consentindo relutantemente à sua condenação.
Anfilóquio assinou também o Tomo do Papa Leão I e os cânones de Calcedônia, mesmo que depois tenha escrito ao imperador bizantino Leão I, o Trácio (458) que ele não aceitava a autoridade deste concílio. Fócio citou Eulógio de Alexandria (579 - 607) como evidência de uma posterior aceitação da autoridade do concílio por Anfilóquio (Bibliotheca, 230).